# Marcus Cornelius Cethegus (Kr. e. 160)
Ez a szócikk Kr. e. 160 consuljáról szól. Hasonló nevű, Kr. e. 204-ben consuli rangra emelkedett rokonához lásd az alábbi szócikket!
Marcus Cornelius Cethegus római politikus, az előkelő patricius Cornelia gens tagja volt.
Kr. e. 171-ben a Gallia Cisalpinába indított bizottság tagjaként vizsgálta, hogy a harci dicsőségre vágyva senatusi felhatalmazás nélkül az illíriai Penesztiára támadó Caius Cassius Longinus consul miért hagyta el provinciáját[forrás?], akit vissza is hívtak a harmadik makedón háborúból.
Kr. e. 169-ben triumvir lett, hogy felügyelje az új telepesek Aquileia coloniába költöztetését. Kr. e. 160-as consulságának legfontosabb eseménye, hogy az Agri Pontini mocsarait részben lecsapoltatta.
| Elődei: Marcus Valerius Messala és Caius Fannius Strabo | Consul Kr. e. 160 collega: Lucius Anicius Gallus | Utódai: Cnaeus Cornelius Dolabella és Marcus Fulvius Nobilior |

1. ↑  Digital Prosopography of the Roman Republic (angol nyelven). (Hozzáférés: 2021. június 29.)